# Piotr Ściegienny

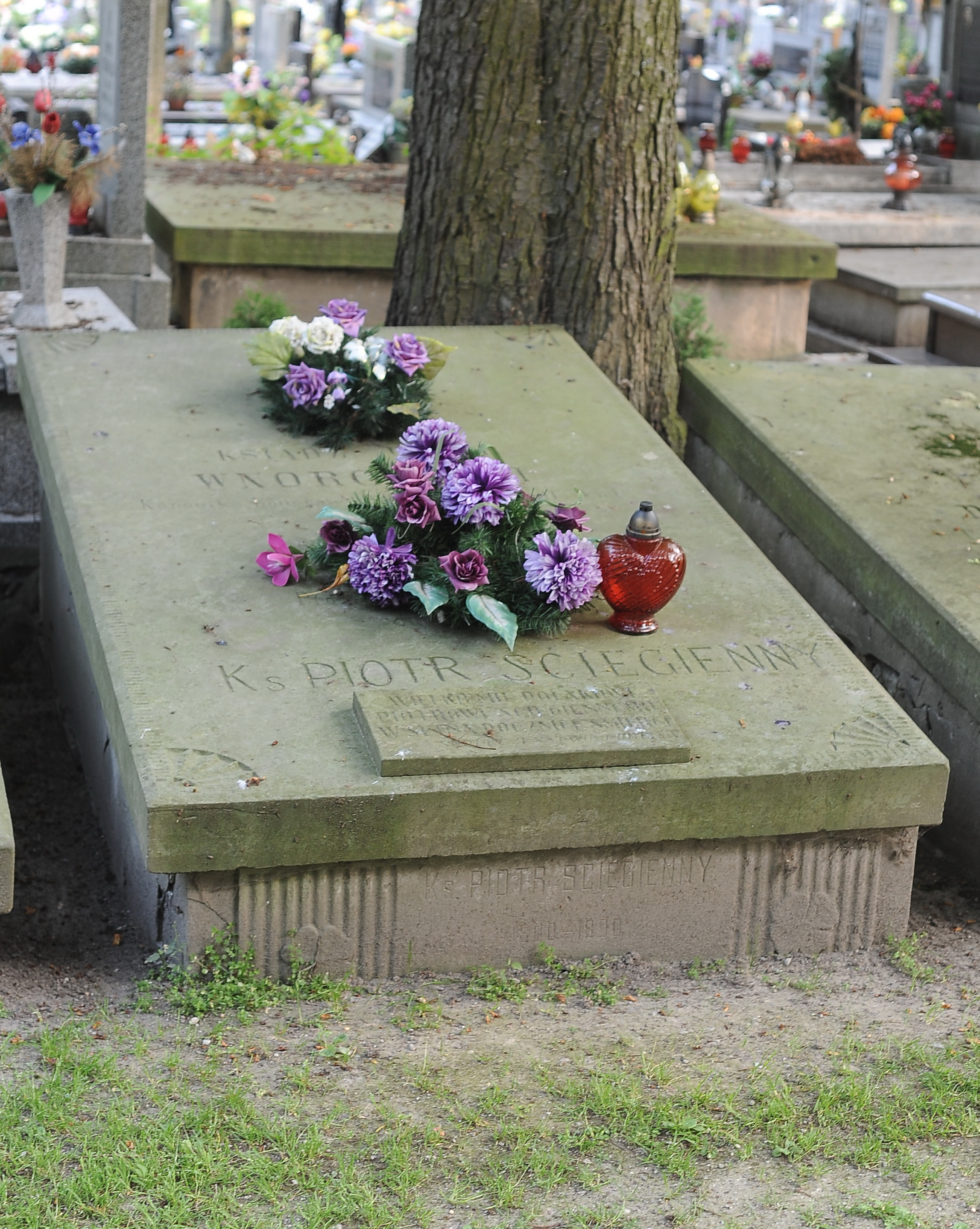
Grób Piotra Ściegiennego na cmentarzu przy ul. Lipowej w Lublinie

Piotr Wojciech Ściegienny (ur. 31 stycznia 1801 w Bilczy, zm. 6 listopada 1890 w Lublinie) – polski ksiądz katolicki, działacz niepodległościowy i socjalistyczny, przywódca ludowy.

## Życiorys
Matka – Franciszka, ojciec Wojciech, początkowo leśniczy, następnie sołtys wsi Bilcza. Piotr był najstarszy z rodzeństwa, w 1809 roku urodziła się jego siostra Marianna, a jeszcze później dwaj bracia – Dominik i Karol. Pochodził ze średnio zamożnej rodziny chłopskiej zwanej wówczas włościańską. Uczył się w szkole parafialnej w Brzezinach i Szkole Wojewódzkiej w Kielcach. Po zakończeniu edukacji, mimo marzeń o kapłaństwie, pracował jako urzędnik i chłopski nauczyciel, co wpłynęło na jego późniejszą działalność społeczną. W 1827 r. wstąpił do zakonu pijarów i w 1832 r. otrzymał święcenia kapłańskie.
Po skasowaniu zakonu za działalność patriotyczną został księdzem diecezjalnym. Piastował funkcję wikarego, a później proboszcza w parafiach południowej Lubelszczyzny (Wilkołaz, Chodel).
Około 1840 r. rozpoczął, prawdopodobnie przekonany przez emisariuszy ruchu niepodległościowego, agitację rewolucyjną wśród chłopów Lubelszczyzny, gdzie był duszpasterzem, i Kielecczyzny, skąd pochodził i gdzie miał wielu przyjaciół. Zwerbował do współpracy znaczną część duchowieństwa i inteligencji małomiasteczkowej, nawiązał kontakt z organizacjami rewolucyjnymi i niepodległościowymi (np. Związek Narodu Polskiego).
Swoje poglądy rozpowszechniał w kopiowanych ręcznie broszurkach, które rozprowadzano wśród chłopstwa. Spod jego rąk wyszła Złota książeczka – streszczenie dziejów ludzkich, wyjaśniające przyczyny nierówności i ucisku narodowościowego na ziemiach polskich. Uchodzi też za autora fałszywej bulli papieskiej pt. List Ojca Świętego Grzegorza Papieża do rolników i rzemieślników, która nawoływała chłopów polskich do walki zbrojnej o wolność (w rzeczywistości Papież Grzegorz XVI był zagorzałym przeciwnikiem wszelkich rewolucji). W latach 1842–1844 zorganizował konspiracyjny Związek Chłopski.
W porozumieniu z innymi organizacjami patriotycznymi wyznaczył na 27 października 1844 r. termin wybuchu powstania ludowego. Jednak po otwartym wystąpieniu Ściegiennego do mas chłopskich 24 października we wsi Krajno pod Kielcami carska policja, od dawna badająca jego działalność dzięki donosom, aresztowała go następnego dnia (tj. 25 października 1844 r.) i doprowadziła do dekonspiracji Związku Chłopskiego, udaremniając powstańcze plany.
Sąd wojenny skazał 24 oskarżonych konspiratorów na bezterminowe zesłanie do ciężkich robót na Syberię oraz pozbawił ich praw, w tym: Andrzeja Bakałarza, Balcera Susłę, Alojzego Tarkowskiego, Jana Nowakowskiego, Jana Warchowskiego, Ignacego Piórę, Ksawerego Stobnickiego, Felicjana Karpińskiego, Dominika, Karola i Piotra Ściegiennego, Michała Lewickiego, Henryka Skórzewskiego, Aleksandra Rodkiewicza, Szymona Krzeczkowskiego, Seweryna Sawickiego, Aleksandra Lisowskiego, Adama Zarzyckiego, Teofila Stojkowskiego, Jana Kosmalę, Jakuba i Tomasza Adamczyków, Wojciecha Czubka i Józefa Brzozę. Poza tym sąd skazał 7 chłopów na karę cielesną. Wmieszanych w tę sprawę chłopów, tj. łącznie 37, Komisja Wojenno-Sądowa pozostawiła do uznania władzy zwierzchniej.
27 kwietnia 1846 r. kapituła katedry lubelskiej wydała decyzję, która skazywała Piotra Ściegiennego na degradację (pozbawienie sakry i praw stanu duchownego) i odsądzenie od godności kapłańskiej.
W 1846 r., po długim śledztwie Piotr Ściegienny został skazany na śmierć. 7 maja 1846 r. stanął przed katem. Raport o wykonaniu wyroku informował m.in. o odesłaniu go na Syberię do ciężkich robót, co, według świadków, spotkało się z wyraźnym sprzeciwem ze strony samego skazańca. Został zesłany do kopalni w Aleksandrowsku w okręgu nerczyńskim, gdzie przybył 7 kwietnia 1847 r.
Po zmianie kary z katorgi na osiedlenie w 1855 r. zamieszkał na Syberii wschodniej. Rok później, 1 grudnia 1857 r. założył stowarzyszenie Ogół, w osiedlu kopalni gazimurskiej (okręg nerczyński), które skupiało polskich zesłańców politycznych, a jego celem było zachowanie wśród jego członków poczucia narodowego, moralności i świadczenie wzajemnej pomocy braterskiej.
W 1857 r. Piotr Ściegienny otrzymał pozwolenie na wyjazd ze wschodniej Syberii. W związku z tym w lutym 1858 r. przeprowadził się do Permu.
W 1863 r. został ukarany zesłaniem do powiatowego miasta guberni permskiej – Solikamska.
W 1868 r. Ściegienny rozpoczął starania, aby zezwolono mu na powrót do ojczyzny.
Piotr Ściegienny wrócił z Sybiru na ziemie polskie w 1871 r. Udało mu się odzyskać w 1883 r. utracone godności kapłańskie. Do tego czasu wiódł ubogie życie na utrzymaniu rodziny, a w 1883 r. otrzymał stanowisko kapelana w Szpitalu Bonifratów na przedmieściach Lublina, zamieszkał w pokoiku w jednym z budynków szpitalnych. Tam spędził ostatnie lata życia, dożył 89 lat. Pochowany został na cmentarzu katolickim przy ulicy Lipowej w Lublinie w grobowcu rodziny Wnorowskich.
Przy grobie Piotra Ściegiennego w okresie międzywojennym kończyły się manifestacje robotnicze i pochody z okazji 1 maja. Po długiej przerwie tradycja ta została wznowiona w latach 80. przez działaczy opozycyjnych o poglądach socjalistycznych (między innymi tworzących podziemną PPS), a pod koniec lat 90. (w 1998 r.) przez regionalne struktury Unii Pracy i Polskiej Partii Socjalistycznej.
Postać Ściegiennego pojawia się w pieśni Żeby Polska była Polską.

## Poglądy
W świetle zachowanych dokumentów trudno jednoznacznie określić poglądy Piotra Ściegiennego. 
Podstawą jego działalności publicznej była jednoczesna walka o niepodległość Polski i o pełne uwłaszczenie chłopów. Postulował zniesienie wielkiej własności ziemskiej. Walkę przeciw posiadaczom chłopstwo miało prowadzić w sojuszu z mieszkańcami miast i „dobrymi panami”, dobrowolnie wyzbywającymi się swej ziemi.
Po przebudowie wsi miała nastąpić walka o „pełną swobodę”, prowadzona razem z ludem rosyjskim i zakończona zniesieniem monarchii.
W swej działalności Ściegienny podpierał się autorytetem Kościoła, czego najlepszym przykładem jest List Ojca Świętego, dający liczne odpusty i błogosławieństwa w zamian za walkę przeciw panom i monarchom. Szczęście wieczne można było uzyskać według Ściegiennego tylko przez „walkę z Moskalami”; tak miało wynikać z „prawdziwego wykładu nauk Jezusa Chrystusa”.

## Twórczość
- Złota książeczka
- List Ojca Świętego Grzegorza Papieża (prawdopodobnie)
- Aforyzmy
- Krótki wykład
- Myśli